# Зефир Коршунова
Зефир Коршунова (лат. Neozephyrus (Favonius) korshunovi = Favonius korshunovi) — дневная бабочка из семейства голубянки. Видовое название дано в честь русского энтомолога Юрия Петровича Коршунова.

## Описание
Длина переднего крыла 18 — 20 мм. Размах крыльев до 4 см. Окраска самца: фон крыльев голубовато-зеленый, с сильным металлическим блеском. Краевая кайма переднего крыле и внешней части заднего крыла чёрной окраски, очень тонкая. На заднем крыле кайма расширяется по направлению переднему краю. На кайме у анального угла крыла присутствуют тонкие голубоватые полоски. Хвостик на заднем крыле тонкий, длиной 4 мм.
Основной фон нижней стороны крыльев пепельно-серый. На передних крыльях с темным дискальным штрихом. От заднего угла переднего крыла к его вершине параллельно краю, проходит темная сильно сужающаяся субкраевая полоса, ограниченная от фона более светлыми линиями,
На заднем крыле оранжевое пятно с темным глазком, расположено между жилками Cu1 и Cu2, оно не соединяется с анальным оранжевым пятном, вытягивающимся по краю заднего крыла.
Бахромка крыльев двухцветная — изнутри серая, снаружи — белая.
Окраска самки: верхняя сторона крыльев буро-черная. На передних крыльях 2 крупных фиолетово-синих пятна, занимающих главные ячейки, а также округлой формы оранжевое пятно. Задние крылья однотонно бурые, без каких-либо цветных пятен.

## Подвиды
Выделяют следующие подвиды:
- Favonius korshunovi korshunovi (Dubatolov & Sergeev, 1982)
- Favonius korshunovi shinichiroi (Fujioka, 2003)
- Favonius korshunovi macrocercus (Wakabayashi & Fukuda, 1985)

## Ареал
Юг Амурской области, Еврейская АО, юг Хабаровского края, Приморский край; северо-восточный Китай, Корея. Описан из Хасанского района Приморского края России (полуостров Гамова, бухта Витязь).

## Кормовое растение гусениц
Гусеницы развиваются на монгольском дубе.